# ولنتاین د هینگ
ولنتاین د هینگ (به انگلیسی: Valentijn de Hingh)(زاده ۵ مهٔ ۱۹۹۰) مدل هلندی است. 
او یک زن ترنس است..